# ローマ王
ローマ王（ローマおう、羅: Rex Romanorum、独: König der Römer、英: King of the Romans）は、古代ローマや神聖ローマ帝国における君主の呼称である。神聖ローマ帝国のローマ王はドイツ王とも通称される。

## 王政ローマ
古代ローマ最初期の政体は王政だった。伝承では、古代ローマの王政は紀元前753年に初代ローマ王ロームルスが建国してから、紀元前509年に第7代の王タルクィニウス・スペルブス（「偉大なるタルクィニウス」の意）が追放されるまで続いたことになっている。王は世襲ではなく、市民によって選ばれていた。一般的には伝説上の人物と見なされることが多い。タルクィニウスの追放によって王政は終わり、王政への反省から共和政が採られた。これ以降、ローマ人の間には「王を置かない国家ローマ」の心情が刷り込まれており、特に東方の専制君主に対して強い拒絶反応を示すようになった。
しかし、古代ローマが地中海世界を制し都市国家の枠を越えた領域国家へと発展すると、元老院中心の共和政は徐々に崩壊の過程をたどり、ローマは再び専制君主を必要とした。第二回三頭政治を経てローマの実権を一手に握ったオクタウィアヌスは、共和制の多くの要職を兼任する「プリンケプス」（元首）として君臨し、元老院に「アウグストゥス」（尊厳者）の称号を与えられた。これが帝政ローマの始まりである。結果として、古代ローマは王号が蘇ることのないまま395年の東西分裂を迎えた。

## 帝政ローマ
帝政ローマに王はいなかったが、古代末期のソワソン管区でドゥクス（将軍、総監）を務めていたシアグリウスを、周辺のゲルマン人は「ローマ人の王」と見なしていた。476年に最後の西ローマ皇帝が退位させられても、ガリア（現在のフランス）北部にあったソワソン管区ではローマ人による支配が維持され、ローマの文化、行政体制、カトリック信仰を保持した。しかし486年にソワソン管区もフランク王国に滅ぼされ、捕らえられた「ローマ王」シアグリウスは翌年に殺された。
東ローマ帝国はその後も約1000年存続したが、君主号は皇帝ヘラクレイオス（在位：610年 - 641年）の時代に大きな変化があった。629年にサーサーン朝に勝利して首都コンスタンティノポリスヘ凱旋したヘラクレイオスは、「キリスト信者のバシレウス」とだけ名乗った。「バシレウス」とは「王」を意味するギリシア語で、ラテン語の "rex" にあたるものだった。その意味で、ヘラクレイオス以降の東ローマ皇帝（ビザンツ皇帝）は「ローマ王」であるが、一般的には皇帝と呼ぶ。同時代でも「インペラトル、カエサル、フラウィウス、アウグストゥス」という古典的な称号をギリシャ語に置き換えた「アウトクラトール、カイサル、フラウィオス、セバストス」という称号は併用され続けた。東ローマ帝国は、ヨーロッパ諸国の王には「レークス」、アジア系民族には「カガノス」を用い、自国の君主である「バシレウス」とは区別した。ローマ帝国の皇帝専制体制はバシレイオス2世（在位：976年 - 1025年）の時代に頂点を迎えた。

## 神聖ローマ帝国

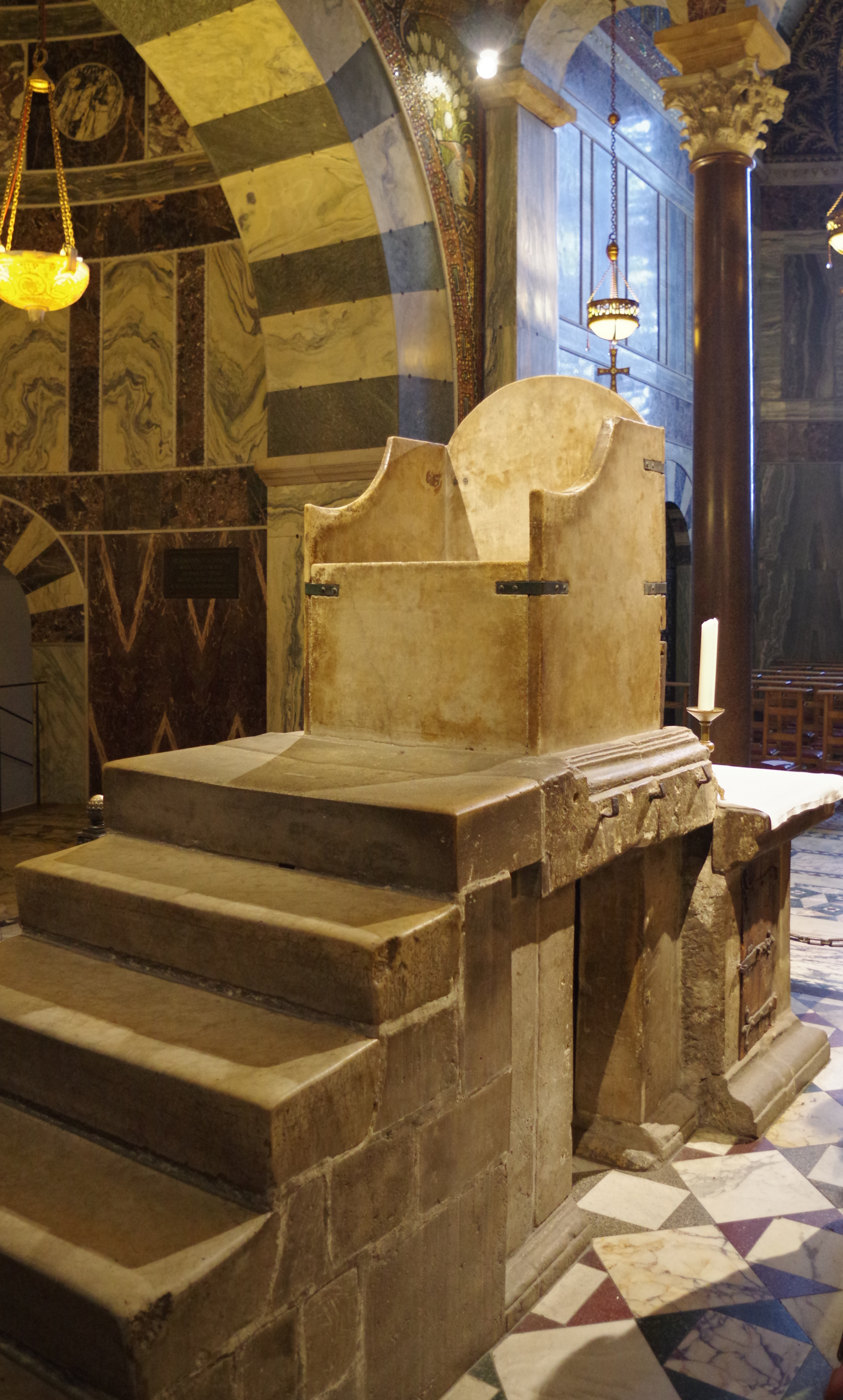
アーヘン大聖堂にあるカール大帝の玉座

### 歴史と用法
11世紀以降の西欧におけるローマ王（羅: Romanorum Rex、独: Römisch-deutscher König、英: Roman-German King）とは、諸侯に選挙された神聖ローマ帝国君主が名乗った称号であり、ローマ教皇による正式な戴冠によって（西）ローマ皇帝となる前の君主を意味した。東フランク王から改称されたゲルマン人由来の称号であり、よってその王権が及ぶ範囲も旧東フランク王国すなわち現在のドイツに限定されていた。教皇からローマ皇帝に推戴されない場合や対立王として立てられた場合、後世にはドイツ王と呼ばれることが多い。皇太子の称号としても用いられ、近世以降はこの意味に限定された。また皇帝コンラート2世によって束ねられたイタリアとブルグントへの宗主権を備えローマ王であるだけでイタリア王、ブルグント王とも見なされるが、対立王や皇太子としての王である場合はその限りではない。
中世初期にあった東フランク王国はザクセン人のハインリヒ1世が国王になった際、フランク人が統治する国でなくなったために単に「王国」、その王も単に「王」と呼ばれるようになった。対外的には「フランク王」まれに「東フランク王」も使われた。これはオットー1世がイタリア王を兼ねてローマ皇帝となっても変わらなかった。何を統治するかを示さない単なる「王」の称号は西欧全体に対する普遍的な権威を持つことを主張してもいた。そして「ローマ王」の称号が持つ権威は、より具体的にローマ・カトリック世界全体を覆う理念的「ローマ帝国」における世俗の頂点であることを示していた。いつから「ローマ王」の称号が使われだしたかは明確でないが早くてザクセン朝のハインリヒ2世、遅くともザーリアー朝のハインリヒ3世からである。ローマ王の称号は教皇によって皇帝に戴冠される予定であることも示す聖なる称号であったが、11世紀の叙任権闘争で教皇グレゴリウス7世はローマ王ハインリヒ4世を「ドイツ王」（Teutonicorum Rex）の蔑称で呼んだ。これはハインリヒ4世の権威が局地的なものであって、カトリック世界全体にまたがるものではないことを示そうとするものであった。このときの記録で、ドイツ王国（ラテン語：Regnum Teutonicum）という名称も初めて現れた。しかしハインリヒ4世は、1084年に対立教皇クレメンス3世によって皇帝に戴冠されるまで通常はローマ王（Romanorum Rex）を名乗り、その後もこの例に倣って歴代の君主は皇帝戴冠前にローマ王、戴冠後にローマ皇帝（Romanorum Imperator）の称号を用いた。

### 中世における実態
当初、国王候補者は部族大公の有力者から選ばれていた。部族大公領の崩壊後は、中小諸侯や国外の君主も候補者となった。候補者の条件は成人男性であること、カトリックであること、聖職者でないことのみだった。王は何人かの帝国等族によって選ばれ、その中には司教のような聖界諸侯も含まれていた。1147年以降、選挙は帝国都市フランクフルト・アム・マインで行われることが多かった。
元来は全貴族による満場一致によって選出されていたが、後に実際の選挙権は高位の貴族と司教に限られた。皇帝カール4世が定めた1356年の金印勅書によって、ローマ王は7人の選帝侯による過半数の投票によって選出されるものと定められた。選帝侯の顔ぶれは1338年のレンス宣言によって既に決まっており、マインツ大司教、ケルン大司教、トリーア大司教、ボヘミア王、ライン宮中伯、ザクセン公、ブランデンブルク辺境伯であった。カール4世はローマ王位の法的地位を強化して、教皇の承認を必要としないようにしたが、結果的にカール4世の後でローマでの皇帝戴冠を受けたのはジギスムントとフリードリヒ3世のみだった。教皇の手によって帝冠を受けた最後の皇帝は、1530年にボローニャで戴冠式を行ったカール5世となる。一方で、ローマ王の選出方法を定めた金印勅書は、1806年の帝国解散まで効力を持ち続けた。
選出された新しい王は、カール大帝の玉座があるアーヘン大聖堂にてケルン大司教の手によりローマ王（Romanorum Rex）としての戴冠式を行った。戴冠式は選挙結果を確認するための行事でしかないものの、厳粛な儀式だった。936年に行われたオットー1世の戴冠式における詳細は、中世の歴史家であるコルヴァイのヴィドゥキントが著した Res gestae saxonicae に記されている。国王が帝冠が受け取る儀式は、少なくとも1024年に戴冠したコンラート2世の頃には確立した。アーヘン大聖堂以外では1198年にホーエンシュタウフェン朝の国王候補者フィリップがマインツ大聖堂でローマ王として戴冠しているが（数世紀後のローマ王ループレヒトも同地で挙行）、ヴェルフ家の対立王オットー4世に対して優勢になると、やはりアーヘンで戴冠式をやり直している。
即位したローマ王は、可能であればアルプスを越えパヴィア（のちにミラノ）でロンバルディアの鉄王冠によってイタリア王としても即位し、続けてローマに赴いて教皇の手によって皇帝として戴冠した。選出されたローマ王がすぐ戴冠のためローマに赴けることはまれだった。選出から皇帝戴冠までは大抵は数年を要し、戴冠への遠征に出る前にしばしば北イタリアの反乱や教皇本人との不和を解決せねばならなかった。全てのローマ王が皇帝戴冠までの手順を踏むことはできず、ローマへの遠征を完了できないローマ王も何人かいた。このような場合、君主としての称号は治世を通してローマ王のままとなった。とはいえ、ローマ王の称号は帝国君主としての権威を十分に示すものであり、教皇の権威を傷つけることなく事実上の皇帝としての地位を示すものだった。

最後のローマ王ヨーゼフ2世の紋章

### 近世以後
1508年、皇帝戴冠を目指したイタリア遠征に失敗したローマ王マクシミリアン1世に対し、教皇は「選ばれしローマ皇帝」（Electus Romanorum Imperator）の称号を使うことを許可した。以後、ローマ王はローマに行くことなくローマ皇帝と名乗れるようになった。マクシミリアン1世の次代のカール5世は旧来の秩序を重んじて正式な戴冠式も行ったが、教皇の手による戴冠は結局これが最後となった。ローマ王に即位するとただちにローマ皇帝と見なされるようになったため、ローマ王の称号は君主号として機能しなくなった。マクシミリアン1世は新しい称号として「ドイツ人の王」（Germaniae rex）、「ドイツにおける王」（König in Germanien）を採用したが、後者は表だっては用いられなかった。
ただし、皇帝の共同王としてのローマ王は存続した。そこで、皇帝は後継者をローマ王として選帝侯に選出させるようになった。選帝侯の権利は君主ではなくその後継者を選ぶ権利となり、ローマ王は実質的に皇太子の称号となった。同時にローマ王の戴冠式をアーヘンで行う伝統もなくなった。フランクフルト・アム・マインで選出されたローマ王は、そのまま同地で戴冠式を執り行った。事実上の皇太子であるローマ王は、皇帝が死去すると即座に新しい皇帝と見なされた。皇帝が在位中に後継者をローマ王として選出させられなかった場合、ローマ王に選出されて戴冠した君主はすぐに皇帝と見なされた。

### 君主号としての一覧
以下は君主としてのローマ王の一覧である。対立王を排除できず、皇帝としても戴冠していない者を示す。
| 王                 | 即位年 | 皇帝戴冠/死去 | 皇帝戴冠/死去          | 備考                                             |
| ------------------ | ------ | ------------- | ---------------------- | ------------------------------------------------ |
| オットー3世        | 983    | 996           | 皇帝戴冠               | ローマ王の称号以前における皇帝戴冠前の「王」     |
| ハインリヒ2世      | 1002   | 1014          | 皇帝戴冠               | 皇帝戴冠前の「王」。ローマ王を名乗ったかは不確実 |
| コンラート2世      | 1024   | 1027          | 皇帝戴冠               | 皇帝戴冠前の「王」。ローマ王を名乗ったかは不確実 |
| ハインリヒ3世      | 1039   | 1046          | 皇帝戴冠               |                                                  |
| ハインリヒ4世      | 1056   | 1084          | 皇帝戴冠               |                                                  |
| ルドルフ           | 1077   | 1080          | 死去                   | ハインリヒ4世の対立王                            |
| ヘルマン           | 1081   | 1088          | 死去                   | ハインリヒ4世の対立王                            |
| ハインリヒ5世      | 1105   | 1106          | 対立相手の死去         | ハインリヒ4世の対立王                            |
| ハインリヒ5世      | 1106   | 1111          | 皇帝戴冠               |                                                  |
| ロタール           | 1125   | 1133          | 皇帝戴冠               | 皇帝ロタール2世、イタリア王ロタール3世           |
| コンラート3世      | 1127   | 1135          | 放棄                   | ロタールの対立王                                 |
| コンラート3世      | 1138   | 1152          | 死去                   |                                                  |
| フリードリヒ1世    | 1152   | 1155          | 皇帝戴冠               |                                                  |
| ハインリヒ6世      | 1190   | 1191          | 皇帝戴冠               |                                                  |
| フィリップ         | 1198   | 1208          | 死去                   |                                                  |
| オットー4世        | 1198   | 1208          | 対立相手の死去         | フィリップの対立王                               |
| オットー4世        | 1208   | 1209          | 皇帝戴冠               |                                                  |
| フリードリヒ2世    | 1212   | 1220          | 皇帝戴冠               |                                                  |
| ハインリヒ・ラスペ | 1246   | 1247          | 死去                   | 対立王                                           |
| ヴィルヘルム       | 1247   | 1256          | 死去                   | フリードリヒ2世、コンラート4世の対立王           |
| コンラート4世      | 1250   | 1254          | 死去                   |                                                  |
| リヒャルト         | 1257   | 1272          | 死去                   | 実権なし                                         |
| アルフォンス       | 1257   | 1275          | 放棄                   | リヒャルトの対立王。実権なし                     |
| ルドルフ1世        | 1273   | 1291          | 死去                   |                                                  |
| アドルフ           | 1292   | 1298          | 廃位および殺害         |                                                  |
| アルブレヒト1世    | 1298   | 1308          | 死去                   |                                                  |
| ハインリヒ7世      | 1308   | 1312          | 皇帝戴冠               |                                                  |
| ルートヴィヒ4世    | 1314   | 1326          | 妥協成立               | フリードリヒ3世と対立                            |
| ルートヴィヒ4世    | 1326   | 1328          | 皇帝戴冠               | フリードリヒ3世と共治                            |
| フリードリヒ3世    | 1314   | 1326          | 妥協成立               | ルートヴィヒ4世と対立                            |
| フリードリヒ3世    | 1326   | 1330          | 死去                   | ルートヴィヒ4世と共治                            |
| カール4世          | 1346   | 1347          | 対立相手の死去         | ルートヴィヒ4世の対立王                          |
| カール4世          | 1347   | 1355          | 皇帝戴冠               |                                                  |
| ヴェンツェル       | 1378   | 1400          | 廃位                   |                                                  |
| ループレヒト       | 1400   | 1410          | 死去                   |                                                  |
| ヨープスト         | 1410   | 1411          | 死去                   | ジギスムントの対立王                             |
| ジギスムント       | 1410   | 1411          | 2度目の選挙            | ヨープストの対立王                               |
| ジギスムント       | 1411   | 1433          | 皇帝戴冠               |                                                  |
| アルブレヒト2世    | 1438   | 1439          | 死去                   |                                                  |
| フリードリヒ4世    | 1440   | 1452          | 皇帝戴冠               | ローマ皇帝フリードリヒ3世                        |
| マクシミリアン1世  | 1493   | 1508          | 「選ばれし皇帝」となる |                                                  |
| （カール5世）      | 1519   | 1530          | 皇帝戴冠               | 戴冠前は「選ばれしローマ皇帝」                   |

### 皇太子号としての一覧
以下は、神聖ローマ帝国の皇太子として在位したローマ王の一覧である。選挙君主制下では単純に皇帝との血縁という理由だけで継承権を与えられることはなかった。しかし皇帝は親族（大抵は子）を自分と共同で帝国を統治するもう一人の君主として諸侯に選出させることができた。この実質的な皇太子にはハインリヒ（7世）のように多くの責務が委任されることもあったが実権は皇帝が握っていた。
| 名前                | 就任年 | 退任年 | 退任の理由                                                                      | 皇帝との関係 | 皇帝                      |
| ------------------- | ------ | ------ | ------------------------------------------------------------------------------- | ------------ | ------------------------- |
| オットー2世         | 961    | 973    | 王権継承（皇帝戴冠967年）                                                       | 子           | オットー1世               |
| ハインリヒ3世       | 1028   | 1039   | 王権継承（皇帝戴冠1046年）                                                      | 子           | コンラート2世             |
| ハインリヒ4世       | 1053   | 1056   | 王権継承（皇帝戴冠1084年）                                                      | 子           | ハインリヒ3世             |
| コンラート（3世）   | 1087   | 1098   | 廃位                                                                            | 子           | ハインリヒ4世             |
| ハインリヒ5世       | 1099   | 1105   | 王権継承（皇帝戴冠1111年）                                                      | 子           | ハインリヒ4世             |
| ハインリヒ（6世）   | 1147   | 1150   | 死去                                                                            | 子           | コンラート3世（ローマ王） |
| ハインリヒ6世       | 1169   | 1190   | 王権継承（皇帝戴冠1191年）                                                      | 子           | フリードリヒ1世           |
| フリードリヒ2世     | 1196   | 1197   | 1197年に王権継承後退位 1212年にオットー4世の対立王として再即位 1220年に皇帝戴冠 | 子           | ハインリヒ6世             |
| ハインリヒ（7世）   | 1220   | 1235   | 廃位                                                                            | 子           | フリードリヒ2世           |
| コンラート4世       | 1237   | 1250   | 王権継承                                                                        | 子           | フリードリヒ2世           |
| ヴェンツェル        | 1376   | 1378   | 王権継承                                                                        | 子           | カール4世                 |
| マクシミリアン1世   | 1486   | 1493   | 王権継承（皇帝戴冠1508年）                                                      | 子           | フリードリヒ3世           |
| フェルディナント1世 | 1531   | 1558   | 帝権継承                                                                        | 弟           | カール5世                 |
| マクシミリアン2世   | 1562   | 1564   | 帝権継承                                                                        | 子           | フェルディナント1世       |
| ルドルフ2世         | 1575   | 1576   | 帝権継承                                                                        | 子           | マクシミリアン2世         |
| フェルディナント3世 | 1636   | 1637   | 帝権継承                                                                        | 子           | フェルディナント2世       |
| フェルディナント4世 | 1653   | 1654   | 死去                                                                            | 子           | フェルディナント3世       |
| ヨーゼフ1世         | 1690   | 1705   | 帝権継承                                                                        | 子           | レオポルト1世             |
| ヨーゼフ2世         | 1764   | 1765   | 帝権継承                                                                        | 子           | フランツ1世               |

## フランス第一帝政

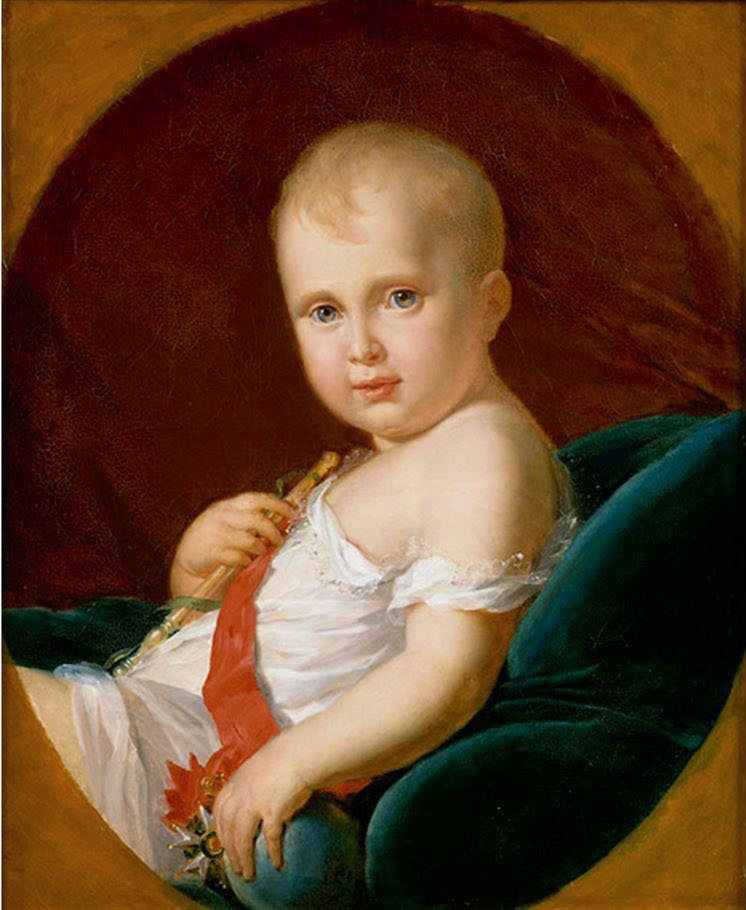
ナポレオン2世

フランス皇帝ナポレオン1世は、息子であるナポレオン2世（1811年 - 1832年）が皇帝の子供として誕生した際に「ローマ王」とした。これは「ローマの王」（Roi de Rome）であって「ローマ人の王」ではないが、皇太子という意味では同じである。ナポレオン1世は三頭政治（統領政府）を経てから皇帝として即位することでオクタウィアヌスをなぞり、戴冠式でも中世風にローマ教皇から帝冠を受け取った。フランス皇帝は古代ローマ皇帝や神聖ローマ皇帝との関連性はないが、強く意識した称号ではあった。ナポレオン2世はその短い生涯を通じて「ローマ王」と通称されたが、1818年にオーストリア皇帝フランツ1世（元のローマ皇帝フランツ2世）は正式にライヒシュタット公の称号を与えている。